# 1,5-Anhydroglucitol
1,5-Anhydroglucitol, 1,5-AG – organiczny związek chemiczny z grupy deoksymonosacharydów. Należy do najpowszechniej występujących we krwi związków ze swojej grupy. Pochodzi głównie z pożywienia, a w niewielkim tylko stopniu jest wytwarzany w organizmie w procesach endogennej biosyntezy.
W okresie normoglikemii stężenie 1,5-AG jest na stałym poziomie i wynosi 90–200 μmol/l. Wynika to z tego, że nie podlega metabolizowaniu i po filtracji w nerkach jest całkowicie, zwrotnie wchłanianie w kanalikach nerkowych.
Przy hiperglikemii poziom 1,5-AG w surowicy krwi obniża się, a po poprawie kontroli metabolicznej cukrzycy i wystąpieniu normoglikemii ulega wzrostowi. Tak więc, u osób z cukrzycą jest on tym niższy, im częściej glikemia jest większa niż próg nerkowy. Ustalono, że poziom 1,5-anhydroglucitolu koreluje z ciągłymi zmianami stężenia glukozy we krwi, a nie jedynie pojedynczego incydentu poposiłkowej hiperglikemii. Z tego powodu jest wykorzystywany do oceny wyrównania metabolicznego w trakcie terapii.
Badanie polega na ocenie stężenia 1,5-anhydroglucitolu w osoczu i na tej podstawie sprawdzeniu wyrównania glikemii w czasie ostatnich 2–3 dni; im niższe stężenie anhydroglucitolu tym częściej występuje poposiłkowe zwiększenie glikemii powyżej 180 mg% (próg nerkowy).